# Adolphe Basler
Pour les articles homonymes, voir Basler.
Adolphe Basler, né le 28 avril 1876 à Tarnów et mort le 6 janvier 1951 à Paris, est un auteur franco-polonais, qui fut également critique d'art, galeriste, historien de l'art et collectionneur.

## Biographie
Fils de Pink et Caroline Basler, Adolphe Basler est issu d'une famille de rabbins et d'hôteliers de Cracovie. Il commence par étudier la chimie à Zurich à partir de 1896, puis part deux ans plus tard pour Paris afin de poursuivre ses études à la Sorbonne. Il y fait la connaissance de son compatriote Mécislas Golberg, l'auteur de La morale des lignes, qui l'introduit dans l'univers des arts graphiques et de la critique d'art. Il fréquente assidûment la Closerie des Lilas, dans l'entourage de Paul Fort et de Georges Kars. Pour subvenir à ses besoins, il devient marchand d'art spécialisé dans l'art moderne et est notamment l'un des premiers à acquérir des œuvres de Moïse Kisling. Dans les années 1920, il dirige la Galerie de Sèvres, où il expose des œuvres de Raoul Dufy, Maurice Utrillo et Othon Coubine.
Dans le milieu artistique parisien du quartier Montparnasse, Basler fréquente entre autres Modigliani, Jules Pascin, André Salmon et Rudolf Levy. Hans Purrmann décrit Basler comme « un des habitués du Dôme ». Klaus von Beyme écrit :

« La scène était dominée par les Bernheims, les Wildensteins, Berthe Weill et plus tard Kahnweiler et les frères Rosenberg, ainsi que par des critiques juifs comme Adolphe Basler et Louis Mayer, qui changea son nom en Vauxcelles »

Basler rédige une série d'articles et de livres sur les artistes modernes tels que Charles Despiau, André Derain, Henri Matisse, Pierre-Auguste Renoir, Henri Rousseau, Maurice Utrillo et Suzanne Valadon. Il publie La Peinture indépendante en France et La Sculpture Moderne en France, qui traite notamment de Wilhelm Lehmbruck. Il écrit pour les revues Die Aktion, Der Cicerone, La Revue blanche, Latinité, Les Soirées de Paris et Mercure de France ; il entretient par ailleurs une correspondance avec Alfred Stieglitz.
Dans sa première contribution à Die Aktion en 1913, Basler s'élève contre « l'intellectualisme excessif » de l'art contemporain en France et fait par contre l'éloge du Douanier Rousseau, peintre naïf. Sur Pablo Picasso, il porte un jugement ambivalent ; il voit en lui un « peintre hermétique et remarquable » qui ne procède que par suggestions dans ses toiles tout en parvenant néanmoins à créer une « symphonie plastique ». Il se montre critique à l'égard du cubisme et du futurisme, parlant de « la mécanisation actuelle de l'art dans les plus intéressantes spéculations cubistico-futuristes » ; le cubisme n'est selon lui qu'une formule utilisée par les artistes « pour s'affranchir de la domination du conventionnel dans la peinture ». Dans l'École de Paris, il voit un Esperanto stylistique, conception considérée aujourd'hui comme problématique.
Basler possédait de nombreuses œuvres de ses amis artistes, comme le dessin Tête de femme de Picasso. Des peintres comme Amedeo Modigliani, Béla Czóbel, Moïse Kisling, Isaac Grünewald et Foustedt ont réalisé son portrait. Othon Coubine a sculpté son buste.
Adolphe Basler et son épouse Denise eurent deux enfants, dont le peintre Marcel Basler (1917-1990).
Il est mort à son domicile parisien de la rue des Chartreux, à l'âge de 74 ans

## Publications (sélection)
- Avec Hans Curjel : Pariser Chronik, Biermann, 1922
- Henri Matisse, Leipzig, Klinkhardt & Biermann 1924.
- Indenbaum, éditions Le Triangle, Paris (ca 1925).
- La Peinture... religion moderne, Librairie de France, Paris, 1926.
- Henri Rousseau et son œuvre : “le douanier Rousseau”, Librairie Gallimard, Paris, 1927 ; New York City, Weyhe, 1927.
- Pierre-Auguste Renoir, Gallimard, Paris, 1928.
- Avec Ernest Brummer : L'Art précolombien, Librairie de France, Paris, 1928.
- L'Art chez les peuples primitifs, Librairie de France, Paris, 1928.
- Avec Charles Kunstler : La Peinture indépendante en France. 2 volumes. I : De Monet a Bonnard. II : De Matisse a Segonzac. Paris, G. Cres, 1929.
- Le Cafard après la fête ou l'Esthétisme d'aujourd'hui, Jean Budry, Paris, 1929.
- Avec Charles Kunstler: Le Dessin et la Gravure modernes en France, éditions G. Cres, Paris, 1930.
- Maurice Utrillo, éditions Cres, Paris, 1931.
- Léonard de Vinci, Braun & Cie, Paris 1938.
- Leonardo da Vinci. Meister der Kunst, Braun, Mulhouse, 1942.

## Crédit d'auteurs
- (de) Cet article est partiellement ou en totalité issu de l’article de Wikipédia en allemand intitulé « Adolphe Basler » (voir la liste des auteurs).